# Vandalia (Illinois)
Pour les articles homonymes, voir Vandalia.
La ville américaine de Vandalia est située dans le comté de La Fayette, dans l’Illinois, sur les rives de la Kaskaskia. Bien qu'ayant connu un passé glorieux, elle est restée une petite ville. Elle est le siège du comté de La Fayette, du Vandalia State House State Historic Site et le terminus de la Route nationale ou Route de Cumberland qui la reliait à Cumberland et qui fait maintenant partie de l'U.S. Route 40.

## Histoire
En 1819, Vandalia devient la capitale de l'Illinois en lieu et place de Kaskaskia mais, en 1839, Springfield la remplace à son tour.

## Démographie
Au recensement de 2000, la répartition ethnique était de :
- Blancs : 83,57 %
- Afro-Américains : 15,01 %
- Hispaniques : 1,71 %
- Asiatiques : 0,30 %
- Amérindiens : 0,13 %
- Autres «races» : 0,50 %
- Métis : 0,49 %

Revenus moyens (2000) :
- Ménage : 30 857 $
- Famille : 39 762 $
- Homme : 27 342 $
- Femme : 19 109 $
- Per capita : 14 918 $

Pourcentage sous le seuil de pauvreté :
- < 18 ans : 21,4 %
- > 65 ans : 13,8 %

## Source
1. ↑  « Vue d'ensemble de Cumberland, dans le Maryland, 1906 », sur Bibliothèque numérique mondiale, 1906 (consulté le 22 juillet 2013).

- (en) Cet article est partiellement ou en totalité issu de l’article de Wikipédia en anglais intitulé « Vandalia, Illinois » (voir la liste des auteurs).